# 3D-boys
『3D-boys』（スリーディー・ボーイズ）は、内田一奈による日本の漫画作品。『きみとぼく』（ソニー・マガジンズ）にて1994年12月号から1995年11月号まで連載され、また、同年12月号に特別編が掲載された。コミックスは全3巻が刊行された。

## 概要
実在の音楽ユニット「AK LIVE」のメンバーであるARCHEとKOUSAKUの出会いから結成までを、フィクションを交えながら描いた、サクセスストーリーである。ARCHE（作中では市川友貴）、KOUSAKU（作中では向井耕作）をはじめ、2人の所属する事務所やその社員、音楽・ラジオ業界関係者などが、実在のモデルを元にして描かれている。

### 連載開始のきっかけ
ARCHEのファンであり、内田の読者でもあった東京在住の人物が、内田の描いたARCHE似のキャラクターを、ARCHEが所属している芸能事務所「サンディ」の代表取締役社長・奈美木映里に紹介したことがきっかけで、内田と奈美木の交流が始まった（1992年頃）。その後、内田の漫画作品「ナーシサス・ブラック」、「INNOCENT」、「ぼくはこのまま帰らない」の音楽CD・ドラマCDを作製する際に起用された、サンディ所属のARCHEとKOUSAKUが「AK LIVE」としてダブル・オーレコード（Oo Records、ソニー・ミュージックエンタテインメント傘下）からデビューすることになり、2人の出会いから結成までがソニー・マガジンズから発刊されていた『きみとぼく』にて漫画化連載されることとなった。なお、連載当時は、作中のキャラクターが実在の人物をモデルに描かれていることは伏せられていた（コミックス化の際に公表）。

## 登場人物
市川 友貴（いちかわ ゆうき）
主人公。DJネーム「アーチ」として活躍する、新人のラジオDJ。DJプロダクション「株式会社3D」所属。3D社長のベベの付き人をやりながら、DJという仕事の勉強をしている。20歳。乙女座。血液型はB型。DJネームの由来は、尊敬するサーファーであるマット・アーチボルトのニックネーム。1年前、ロサンゼルスでプロサーファーを目指していたが、怪我によりその夢を挫折しかけていた。そのとき、KJLH（スティービー・ワンダーがオーナーの、ロサンゼルスのFMラジオ局）から流れたベベのDJとしての声と歌（ジャクソン5の「I'll Be There」）に勇気付けられた。そして、当時、バーテンダーのアルバイトをしていた店でベベと運命の出会いを果たす。その後、サンセット・グロリア（晴れた日の夕方に、ブレイクした波の白い部分が夕日の影響で蛍光グリーンに光る現象。サーファーの間では、見ることができたら幸せになれる波と伝説のように語られている）を見たときに、隣にいたベベに「DJにならないか」と口説かれ、海の波を電波という波に乗り換え、日本に帰国しDJの仕事に就くことに。「I'll Be There」はアーチと耕作を繋ぎ止める、作中のキーとなる楽曲である。劇中劇「L.A.クラック!!」では、主人公の人気DJ「DJクラック」を演じる。
モデルはディスクジョッキー、パーソナリティ、ナレーター、ラッパー、俳優として活動するARCHE（本名・市川博樹）。市川友貴という作中の名前は、ARCHE本人が命名。
向井 耕作（むかい こうさく）
「POPCORN」という店で住み込みで働きながらシンガーを目指している青年。1974年11月2日生まれの20歳。蠍座。血液型はA型。宇佐美の紹介で3Dに所属することになる。DJの経験は無かったが、実際にやってみると、客の注意を惹きつけさせたり、目立つ方法を自然と持っていたりと、天性の才能を持つ。高校時代は甲子園を目指して、野球をやっていた。2年前に、サトルを含めた5人組のバンド「FAB. GEAR」を組んでいたが、当時の所属事務所「ソプラノ・ファクトリー」の意向により空中分解・解散を余儀なくされた。「L.A.クラック!!」では、ホセとボニーの友人「ボーイ・スミス」を演じる。
モデルはラジオパーソナリティ・歌手・ナレーター・声優として活動するKOUSAKU（本名・石川耕作）。向井耕作という作中の名前は、KOUSAKU本人が命名。作中で耕作が拾った子犬の容姿は、愛犬家であるKOUSAKUの飼っている犬・ピカソ（雌のビーグル）がモデル（エピソード自体はマルチーズのジュリアンがモデル）。また、作中でサトルと2人で行ったライブも実話であり、その際に歌った「Try」（KOUSAKUの自作曲）は実在の楽曲であり、詞は、KOUSAKUと奈美木の出会いを歌ったものである。
奈美伎 映里（なみき えり）
DJプロダクション「株式会社3D」の社長を務める、20歳代の女性。亡くなった大学教授の父が遺したお金と土地を、夢であったプロダクションを立ち上げる資金にあてた。実家の一部を3Dの社屋としている。自身もDJベベ（由来は「be動詞」のbeを2つ並べたもの）として活躍しており、新人のアーチを付き人に置き、マネージャーとして教育している。アマチュアDJだった頃、アルバイトしていた「せいしゅんの館」の10周年パーティーでの、DJシアター「L.A.クラック!!」を企画・脚本する。
モデルは株式会社「サンディ」代表取締役社長の奈美木映里（脚本家/演劇プロデューサーの草部文子は同一人物）。作中のDJプロダクション「株式会社3D」のモデルは「サンディ」である。奈美木自身も、糸居五郎の門下生のフリーのディスクジョッキーとしてDJ-BEBEの名でディスクジョッキーとして活躍していた（現在は引退）。劇中劇「L.A.クラック!!」は、実際は奈美木が脚本を書いたニューヨークを舞台とした「N.Y.クラック!!」がモデルである。
宇佐美（うさみ）
レコード会社「エンパイアレコード」の社員。耕作を奈美伎に紹介した。
実際にKOUSAKUを奈美木に紹介したのはレコード会社の人物であったが、作中に登場する宇佐美は架空の人物である。
立原 亜美（たちはら あみ）
3Dの女性社員。ベベのスケジュールを管理し、3Dの社員・所属DJ達をサポートする。
モデルは専務取締役・立川亜美。
岡崎 三雄（おかざき みつお）
制作会社「ヤング・サウンズ」の名ディレクター。山羊座。T-FMの渋谷サテライトスタジオからの生放送である新番組「エモーショナル・ビート」に起用する若手男性DJを選ぶために、オーディションを開催する。
モデルは音楽番組制作会社「ヤングスタッフ」の岡田三郎。
藤見 信好（ふじみ のぶよし）
アーチと同じく、T-FMの新番組「エモーショナル・ビート」のオーディションを受ける男性DJ。主に六本木のディスコでレコードを操るDJとして活動している。
モデルはサンディ所属のDJ jimmy。AK LIVEのバックでターンテーブルを担当していた。
林屋（はやしや）
T-FMのNo.1プロデューサー。若手DJであるアーチに一目置いている。
モデルはエフエム東京執行役員・株式会社エフエムサウンズ常務取締役の林屋章。作中の容姿は、本人の希望でパタリロに似せて描かれた。
柴田 サトル（しばた サトル）
2年前に、KOUSAKUとバンド「FAB. GEAR」を組んでいた18歳の青年。ダンスとバスケットボールが特技で、耕作が3 on 3の実況の仕事を急遽務めた際に、バスケットボールのルールを教えた。耕作の弟分のような存在で、耕作の紹介で3Dに所属することとなった。「L.A.クラック!!」では劇中のダンスの振り付けを担当する。
モデルはサンディ所属の柴田聡。実際にもKOUSAKUの弟分で、一緒にバンドを組んでいた。
堀 朝陽（ほり ともあき）
3Dの男性社員。通称・ともちゃん。自社制作番組のディレクター、ミキサー。3Dスタッフの黒一点。
モデルはサンディ社員。
岩沢 慶秋（いわさわ よしあき）
3D所属のDJ。関西弁で喋る。「L.A.クラック!!」では、ホセの友人「ボニー」を演じる。
モデルはマイズカンパニー所属のディスクジョッキー岩沢慶明。当時はサンディ所属で、ラジオ「アーチと耕作のラジマンガOK!」（民放AMラジオ各局）でのラジオドラマ「3D-boys」では、宇佐美の声を担当した。
境堀（さかいぼり）
3Dの女性社員。通称・ボリボリ。制作アシスタントディレクター。
モデルはサンディ社員の境堀ひろみ。
山崎（やまざき）
3Dの女性社員。通称・ボリボリ。制作アシスタントディレクター。
モデルはサンディ社員。
内藤 正志（ないとう ただし）
3D所属のディスクジョッキー。アーチと並んで、3D期待の新人DJ。「L.A.クラック!!」では、「サンテ・ホセ」を演じる。
モデルは当時サンディに所属していたDJ.ナイク（本名・内藤忠）。
小椋 健一（おぐら けんいち）
3D所属のディスクジョッキー。「L.A.クラック!!」では、クラックのファンのモデル「アニス」を演じる。
モデルは当時サンディに所属していたDJ小倉健一。
土屋 茂夫（つちや しげお）
3D所属のディスクジョッキー。「L.A.クラック!!」では、カメラマン「ボディ」を演じる。
モデルは当時サンディに所属していたDJ土屋滋生。
太田（おおた）・山村（やまむら）・服部（はっとり）
3D所属のディスクジョッキー。「L.A.クラック!!」では、「ギャング」を演じる。
モデルはサンディ所属のDJ。
織田 しずえ（おだ しずえ）
アーチがオーディションで合格したT-FM新番組「エモーショナル・ビート」木曜日でコンビを組む、人気女性DJ。
モデルはラジオパーソナリティの小田静枝。「エモーショナル・ビート」はエフエム東京で放送されていた、実在のラジオ番組で、実際に小田とARCHEが木曜日のパーソナリティを務めた。作中の織田という姓の由来は、小田が番組中で織田裕二のファンであると語っていたため。
佐久良 康（さくら やすし）
渋谷にあるミュージックスクール「バニーミュージック」の校長。ベベの知り合い。
モデルは音楽家の櫻康（サクラヤスシ）。AK LIVEでは前期後期のディレクションとサポート・ギタリストをつとめる。
内田の初期短編漫画「Innocent -イノセント-」の自主制作CD「INNOCENT」では劇中音楽とエンディングの挿入歌を作曲している。
武笠（むがさ）
「バニーミュージック」の講師。キーボーディスト。
モデルはミュージシャンの向笠眞弘。AK LIVEの楽曲の作曲を手がけている。
ペーター
アーチも参加する耕作とサトルのライブで、パーカッションを担当する。
モデルはミュージシャンのペーター花城。
ペエスケ
アーチも参加する耕作とサトルのライブで、ベースを担当する。

## 書誌情報
- 内田一奈 『3D-boys』 ソニー・マガジンズ〈ソニー・マガジンズコミックス〉、全3巻
  1. 1995年10月7日初版第1刷発行、ISBN 4-7897-8002-3
  2. 1995年12月7日初版第1刷発行、ISBN 4-7897-8008-2
  3. 1996年2月7日初版第1刷発行、ISBN 4-7897-8017-1

## 関連CD情報
内田一奈と奈美木映里（サンディ）の交流が元に発売された、AK LIVEの2人が参加している内田の漫画の派生CD。
「ナーシサス・ブラック」 イメージ・アルバム
ARCHEが市川博樹名義でボーカルを務めた楽曲が収録されている。
「ナーシサス・ブラック 天使が堕ちた日」 ドラマ編
ARCHEが市川博樹名義で声優・ボーカルを務めた楽曲が収録されている。
「ぼくはこのまま帰らないLeBeauSoundCollection」
アニメイトフィルム、ドラマCD+BOOK。KOUSAKUが作曲・ボーカルで参加している。
「sound drama INNOCENT」
KOUSAKU（朱南一史役）と柴田聡（佐々岡日生役）が主演の、内田によるUBサウンドシステムのCD。ARCHEもラジオDJとして参加している。また、AK LIVEとしてのオリジナル曲が3曲収録されている。